# Гобронети
Гобронети (груз. გობრონეთი) — село в Грузии, в муниципалитете Кеда автономной республики Аджария.

## География
Село расположено на южном склоне Месхетского хребта, на правом берегу реки Аджарисцкали. Высота над уровнем моря — 800 метров. Находится в 13 километрах от посёлка городского типа Кеда и в 3 километрах от села Цхмориси.

## Население
Согласно переписи 2014 года, в селе проживало 251 человек.

### Демография
| Год переписи | Численность населения |
| ------------ | --------------------- |
| 2002         | 323                   |
| 2014         | 251                   |